# 3628 Božněmcová
3628 Božněmcová là một tiểu hành tinh vành đai chính với chu kỳ quỹ đạo là 1478.2672540 ngày (4.05 năm).
Nó được phát hiện ngày 25 tháng 11 năm 1979.